# Marisol Touraine
Marisol Touraine (París, 7 de març de 1959) és una política francesa socialista, diputada, i presidenta del Consell general d'Indre-et-Loire. Va exercir de ministra d'Afers Socials i Salut amb els primers ministres Jean-Marc Ayrault, Manuel Valls i Bernard Cazeneuve.

## Biografia
Touraine va néixer el 7 de març de 1959 a París, filla del prestigiós sociòleg francès Alain Touraine i d'una investigadora xilena, Adriana Arenas Pizarro. Es va graduar a l'Institut d'Estudis Polítics de París. Va estudiar a l'École Normale Supérieure, on es va especialitzar en temes econòmics i socials. També va anar a la Universitat Harvard, però no va obtenir-hi cap títol. Domina el castellà amb fluïdesa.

## Carrera política
Del 1988 al 1991, Touraine va ser assessora del primer ministre Michel Rocard en qüestions geoestratègiques.
Touraine va formar part de l'Assemblea Nacional de França per Indre i Loira (3a circumscripció) del 1997 al 2002 per al Partit Socialista. Va ser derrotada a la segona volta de les Eleccions legislatives franceses de 2002 per Jean-Jacques Descamps (UMP). Va recuperar el districte a les Eleccions legislatives franceses de 2007 amb una petita majoria (50,22%) i va servir fins al 2012.
En l'àmbit regional, Touraine és consellera general d'Indre-i-Loire des de les Eleccions cantonals franceses de 2001. Va exercir com a vicepresidenta del Consell General d'Indre i Loira del 2008 al 2011 i com a presidenta del 2011 al 2012, quan va renunciar -hi. Ha estat consellera general d'Indre i Loira des del 1998, havent estat reelegida el 2004 i el 2011.
A les Eleccions presidencials franceses de 2012, Touraine va donar suport a Dominique Strauss-Kahn abans de donar suport a Hollande.

### Ministra de Salut i Afers Socials
El 16 de maig de 2012, Touraine va ser nomenada pel primer ministre Jean-Marc Ayrault com a ministra de Sanitat i Afers Socials. La designació va ser acceptada pel president de França, François Hollande, d'acord amb la tradició. En el seu lloc ministerial, va treballar per millorar la prevenció i el diagnòstic precoç del VIH / SIDA , va promoure el tractament universal contra l’hepatitis C amb medicaments innovadors, va implementar envasos de tabac normal i va llançar un sistema d'etiquetatge nutricional.
L'octubre de 2012, Touraine va anunciar que els centres de proves podrien obrir-se el 2012 a França perquè els drogodependents s'injectessin les seves pròpies drogues amb seguretat. Aquesta mesura va rebre crítiques tant de l'oposició com dels membres de la majoria. Va iniciar negociacions amb metges i organitzacions professionals d'assegurances mèdiques per limitar els preus de l'assistència mèdica.
Durant el seu mandat, Touraine va supervisar una reforma de les pensions del 2013 que va ampliar gradualment el període d’ingrés obligatori de 41,5 anys a 43 el 2035 i va obligar els treballadors, jubilats i empresaris a cobrir un dèficit anual fixat en cas contrari per arribar als 20.000 milions d’euros (26 dòlars) mil milions) el 2020. També va treballar en la implementació d’una reforma del 2015 destinada a facilitar l’accés a un metge per als treballadors amb baixos ingressos.
També durant el seu mandat, Touraine va dirigir la resposta de França tant a un brot de MERS el 2013 com al Brot d'Ebola a l'Àfrica de l'oest de 2014 a partir del 2013, durant la qual diversos nacionals francesos van contreure el virus. Després d'una revisió de la mesura des del 2012 fins al 2015, va optar per aixecar les restriccions a la donació de sang per als homes que tenen relacions sexuals amb homes, que estaven vigents des del 1983.
Al final del seu mandat, s'esperava que Touraine s'unís a les primàries presidencials del seu partit el 2017; finalment va decidir no presentar-se a la presidència. Quan el primer ministre Valls va declarar que buscaria la nominació del partit socialista i deixaria el govern per centrar-se en la campanya, Touraine va ser vista pels mitjans de comunicació com una possible opció per substituir-lo i liderar el que efectivament es convertiria en un govern provisional; en comptes d'això, el lloc va ser per Bernard Cazeneuve. En la remodelació posterior del gabinet per formar el govern de Cazeneuve, va perdre la responsabilitat dels drets de les dones davant del recentment nomenat ministre Laurence Rossignol.

## Vida personal
Touraine és filla del sociòleg francès Alain Touraine i de l'acadèmica xilena Adriana Arenas Pizarro (morta el 1990). Té un germà, Philippe, que és professor d'endocrinologia. També és cosina primera d’Alberto Arenas, director de pressupostos de Xile durant la presidència de Michelle Bachelet. Touraine està casada amb el diplomàtic Michel Reveyrand de Menthon, que actualment és ambaixador de França al Txad. És mare de tres fills. Quan el 2012 el president Hollande va publicar per primera vegada la llista de dipòsits i béns bancaris que tenien els 38 ministres, Touraine va declarar béns personals per valor d’1,4 milions d’euros, principalment béns immobles.
El setembre de 2013, el fill gran de Touraine va ser condemnat a tres anys de presó per extorsió i segrest.